# Atlas Cheetah
Atlas Cheetah ist eine südafrikanische Modifikation des Kampfflugzeugs Dassault Mirage III, das in erster Linie als Jagdflugzeug (Modell C) und zur Pilotenausbildung (Zweisitzer, Modell D) eingesetzt wird.

## Entwicklung
Anfang der 1980er-Jahre entstand in Südafrika die Notwendigkeit, die Luftstreitkräfte zu modernisieren. Dabei dürfte neben den hohen Instandhaltungskosten der vorhandenen Kampfflugzeuge des Typs Dassault Mirage III (EZ/CZ/BZ/DZ/D2Z/RZ/R2Z) und Mirage F1 (AZ/CZ) auch die Lieferung von sowjetischen Kampfflugzeugen des Typs MiG-23 an Angola eine Rolle gespielt haben. Das bestehende Embargo der Vereinten Nationen machte die Anschaffung neuer Flugzeuge jedoch unmöglich. Als einzige Möglichkeit blieb daher die Modernisierung der vorhandenen Maschinen.
Zu diesem Zeitpunkt waren die Maschinen vom Typ Mirage F1 die modernsten Kampfflugzeuge der südafrikanischen Streitkräfte und bildeten das Rückgrat der Luftwaffe. Sie für eine Modernisierung zeitweilig aus dem aktiven Dienst zu nehmen, hätte die Leistungsfähigkeit der Luftwaffe stark eingeschränkt und war daher nicht realisierbar. Da andere Staaten bereits modernisierte Versionen der Mirage III entwickelt hatten, insbesondere Israel (Kfir) und Frankreich (Mirage III NG), fiel die Wahl auf die vorhandenen Mirage III. Es entstand das Projekt „Cushion“.
Im Juli 1986 präsentierte das südafrikanische Unternehmen Atlas Aviation eine erheblich modifizierte Mirage III mit dem neuen Namen „Cheetah“. Es wurden drei Versionen der Maschine gebaut: Die zweisitzige Cheetah D und die beiden einsitzigen Varianten Cheetah E und Cheetah C. Während der Typ Cheetah E 1992 ausgemustert wurde, setzte die südafrikanische Luftwaffe (SAAF) Typen 'C' und 'D' noch bis zum 11. April 2008 ein.
Es wird angenommen, dass Israel Aircraft Industries zumindest in der Anfangsphase in das Projekt involviert war und dass einige Komponenten aus Israel stammen. Diese Information wird von der SAAF jedoch weder bestätigt noch dementiert. Die Ähnlichkeit mit der Kfir in einigen Details (z. B. die Canards) weisen jedoch darauf hin.
Von den damals bestehenden 27 Mirage III DZ und D2Z wurden 16 zu Cheetah D und 16 der Mirage III EZ wurden zu Cheetah E umgebaut. Für die Cheetah C jedoch wurden keine südafrikanischen Maschinen verwendet. Angeblich sollen die dafür benötigten Flugzeugzellen von Israel (ausgemusterte Kfir-Zellen) geliefert worden sein.
Insgesamt wurden etwa 60 Flugzeuge gebaut. Das gesamte Programm kostete etwa 3,5 Milliarden Rand.

## Verwendung und Einsatz

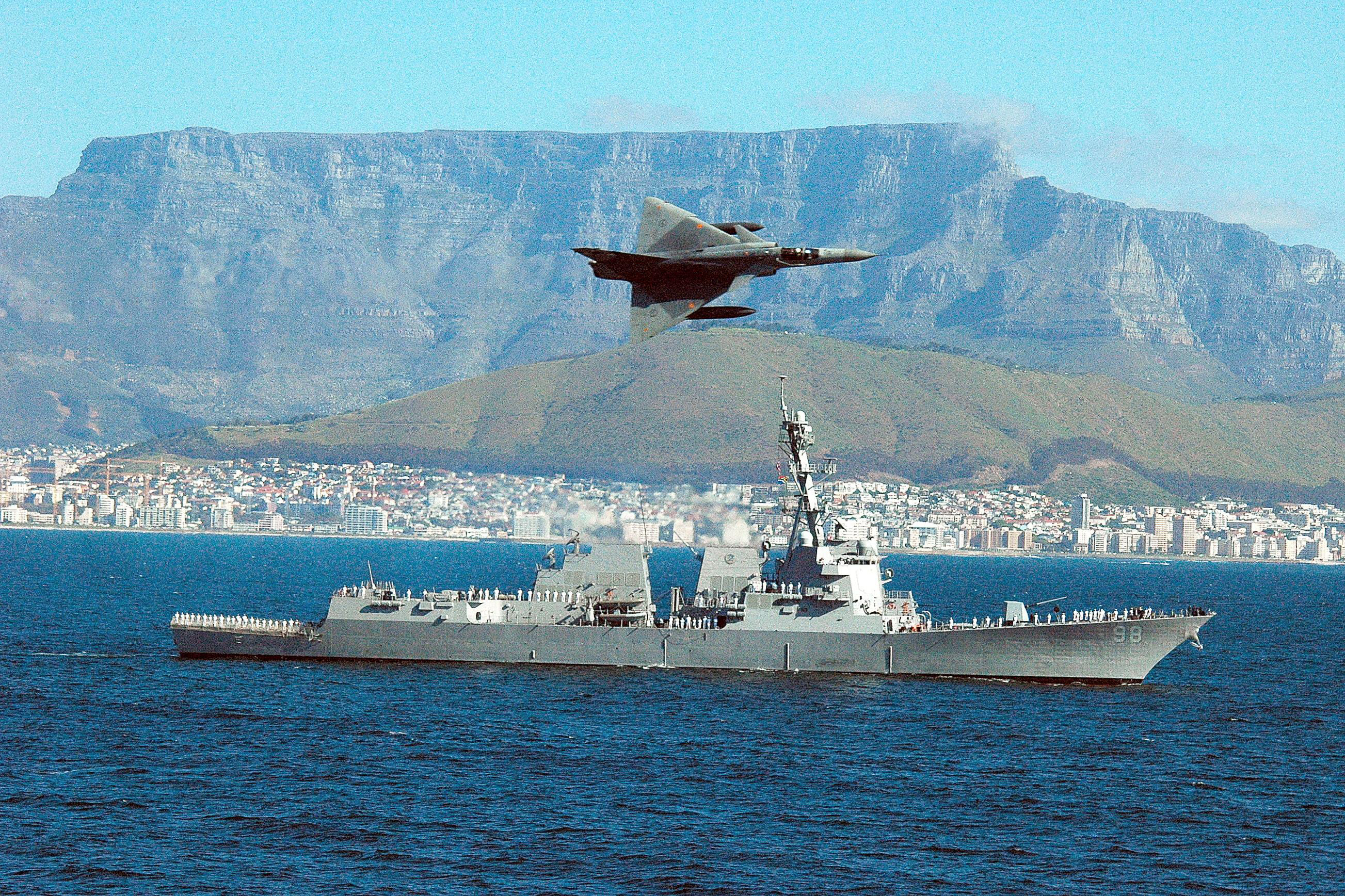
Eine südafrikanische Cheetah überfliegt den US-Zerstörer Forrest Sherman

Die Cheetah wird in erster Linie als Abfangjäger genutzt, kann aber auch mit Bomben und Raketen bewaffnet und damit als Mehrzweckkampfflugzeug eingesetzt werden.
Das erste zu modernisierende Flugzeug war eine Mirage III D2Z mit der Seriennummer 845. Sie wurde im April 1983 an Atlas geliefert. Das Auslieferungsdatum dieses Flugzeugs ist unbekannt. Der Erstflug erfolgte im Mai 1985 bei Israel Aircraft Industries. Die erste Cheetah D wurde am 16. Juli 1986 in Anwesenheit von Präsident Botha der Öffentlichkeit vorgestellt. Zu diesem Zeitpunkt waren bereits einige Cheetah D an die auf dem Luftwaffenstützpunkt Pietersburg stationierte 89 Combat Flying School ausgeliefert worden, obwohl dieser Typ erst 1987 offiziell einsatzbereit war. Die zweite und dritte zu modernisierende Mirage waren beide vom Typ Mirage III EZ und wurden an die auf dem Luftwaffenstützpunkt Louis Trichardt stationierte 5. Staffel ausgeliefert.
1991 begann die Produktion der Cheetah C., die erste Maschine dieses Typs wurde 1993 ausgeliefert. Insgesamt wurden 38 Cheetah C produziert, die alle an die auf dem Luftwaffenstützpunkt Louis Trichardt beheimatete 2. Staffel ausgeliefert wurden. Mit der Indienststellung der Cheetah C wurden die Cheetah E ausgemustert und im Jahr 1992 fünf Geschwader aufgelöst. Bald darauf wurde auch die 89 Combat Flying School aufgelöst und alle Cheetah D wurden der 2. Staffel zugeordnet, wo sie ihren Dienst bis 2009 versahen.
2011 kaufte Ecuador für 54 Mio. Euro 12 Kampfflugzeuge (10× Cheetah C und 2× D) von Südafrika, die vom Rüstungsunternehmen Denel überholt wurden. Sie sollen dort die Mirage F1 ersetzen.

## Versionen

### Cheetah B
Als Cheetah B wurden fünf zu Doppelsitzern umgebaute überzählige Nesher bezeichnet.

### Cheetah C
Die Cheetah C ist das jüngste Modell der Cheetah-Serie. Es hatte am 22. November 1992 mit Des Barker im Cockpit seinen Erstflug. Die Cheetah C ist im Gegensatz zu den D- und E-Varianten mit einem leistungsfähigen Radar von Elta (vermutlich EL/M-2035) und einem umfangreichen elektronischem Selbstschutzsystem ausgerüstet. Bis 1995 wurden etwa 35 Stück gebaut.

### Cheetah D
Die Cheetah D ist im Gegensatz zu allen anderen Modellen der Cheetah-Serie ein zweisitziges Flugzeug. Die Maschinen werden vor allem zur Ausbildung von Piloten verwendet, die Maschinen vom Cheetah C fliegen sollen.
Unter dem Projektnamen „Recipient“ wurde bei 10 der 13 existenten Cheetah D das Triebwerk umgerüstet. An Stelle des bisherigen Triebwerks Atar 09C erhielten die Maschinen ein Triebwerk vom Typ Atar 09k50C-11. Die drei nicht umgerüsteten Maschinen wurden ausgemustert.
Cheetah D Nummer 845 wird derzeit vom Test Flight and Development Centre (TFDC) als Testflugzeug verwendet. Es wurde vor kurzem im Rahmen der Entwicklung des Denel Dynamics MUPSOW-Waffensystems genutzt. Auch Denel verwendet zwei Cheetah D für Testzwecke: Nummer 844 und 847. Nummer 847 wurde im Rahmen der Bewertung des SMR-95-Triebwerks (einer Weiterentwicklung des Klimow RD-33) verwendet. Obwohl das neue russische Triebwerk eine erhebliche Leistungssteigerung zeigte, führten Budgeteinschnitte und Probleme mit dem Schwerpunkt der Maschine zur Einstellung des Projekts.

### Cheetah E

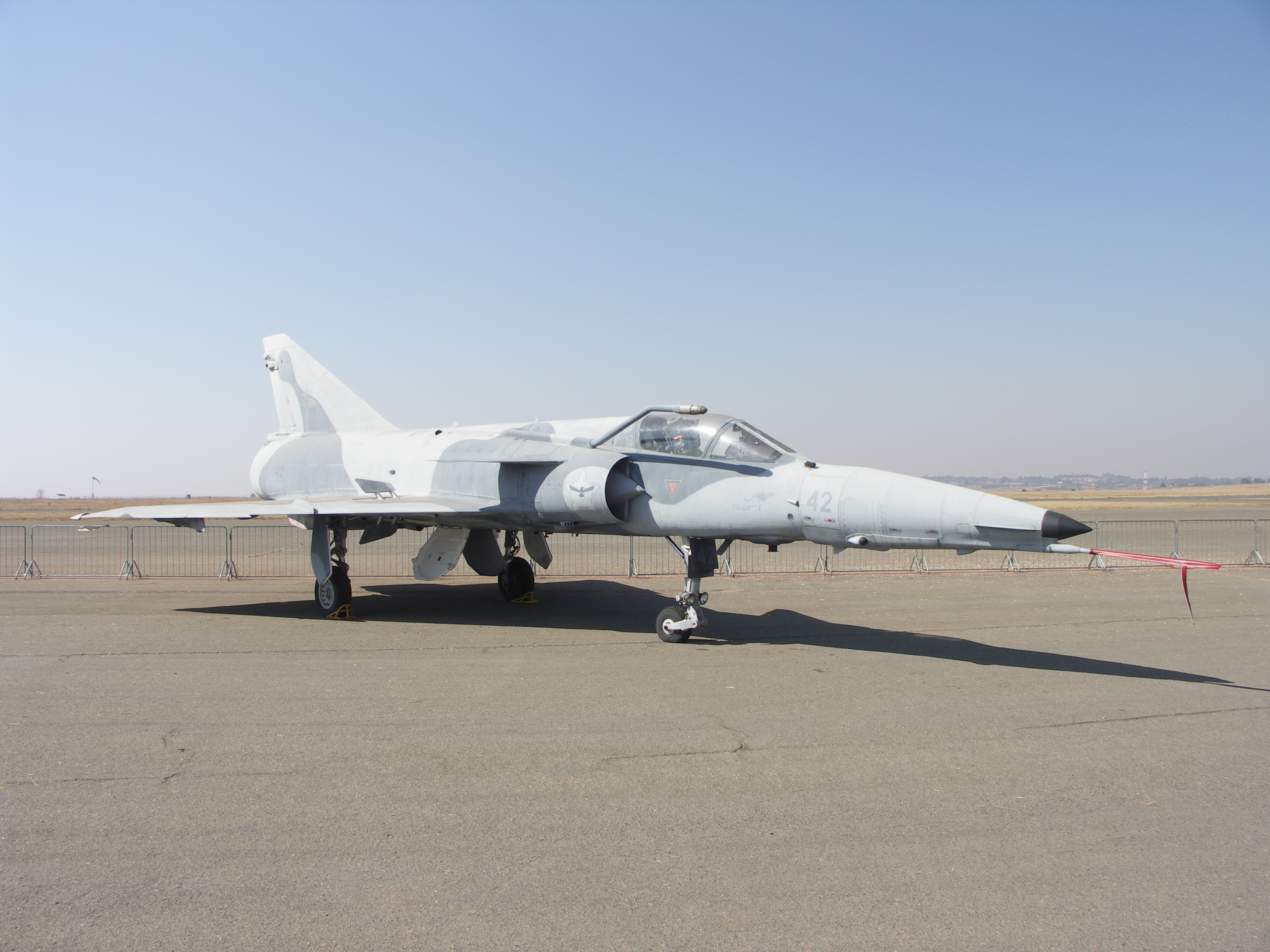
Atlas Cheetah E

Der Einsitzer Cheetah E wird aufgrund der kurzen Verwendungszeit von 1987/88 bis zur Ausmusterung 1992 zumeist als Übergangslösung für den Zeitraum bis zur Einsatzbereitschaft der Cheetah C angesehen.
Die Maschine war mit einer verhältnismäßig einfachen Avionik ausgestattet. Im Gegensatz zu den anderen Modellen behielt dieser Typ das Atar 9C-3-Triebwerk. Mit Ausnahme der letzten Cheetah E, Nummer 842, wurden alle Flugzeuge dieses Typs eingelagert. Nummer 842 wurde in einem speziellen Tarnschema lackiert und für Systemtests verwendet. Gegenwärtig gehört die Cheetah E Nummer 842 dem Luftwaffenmuseum und befindet sich auf der Luftwaffenbasis Swartkop.
Im Jahr 2003 erwarb Chile fünf der eingelagerten Cheetah E mit den Nummern 819, 820, 827, 832 und 833. Chile hat auch Interesse am Erwerb weiterer (Nummer 822, 823, 825, 828, 829, 831 und 834) Flugzeuge dieses Typs, soweit sich beide Seiten über den Preis einigen können. Die chilenische Luftwaffe (FAC) beabsichtigt, die Cheetahs als Ersatzteillager für ihre ähnlichen Flugzeuge vom Typ ENAER Pantera zu verwenden.

### Cheetah R
Die Cheetah R war eine Machbarkeitsstudie. Es sollte geprüft werden, ob ein spezielles Aufklärer-Modell in das Modernisierungsprogramm aufgenommen werden sollte. Als Basis wurde eine mit einem Atar-9K50-Triebwerk ausgestattete Mirage III R2Z (Nummer 855) verwendet.
Zusätzlich zur Instandsetzung der Flugzeugzelle erhielt die Cheetah R eine neue Nase und das gleiche Radar, das auch beim Typ E Verwendung fand. Die beiden DEFA-30-mm-Kanonen wurden entfernt und als einziges Modell der Cheetah-Serie verfügte die Cheetah E über keine Luftbetankungsmöglichkeit.
Nachdem sich die südafrikanische Luftwaffe entschieden hatte, dass Cheetah-R-Programm nicht weiterzuverfolgen, wurde Nummer 855 mit dem Advanced Combat Wing (ACW) ausgestattet und als Test- und Entwicklungsmaschine verwendet. Später wurde Nummer 855 verschrottet und ihre Tragflächen im Luftwaffenmuseum eingelagert.

## Technische Daten

Atlas Cheetah

| Besatzung             | 1/2 |
| Länge                 | 15,62 m |
| Spannweite            | 8,22 m |
| Höhe                  | 4,55 m |
| Flügelfläche          | 34,80 m² |
| Flügelstreckung       | 7,0 |
| Leermasse             | ca. 7.400 kg |
| max. Startmasse       | ca. 16.500 kg |
| Triebwerk             | ein Strahltriebwerk SNECMA Atar 9c mit 41,97 kN Trocken- und 60,80 kN Nachbrennerschub oder ein SNECMA Atar 9k-50 mit 49,03 kN Trocken- und 70,82 kN Nachbrennerschub |
| Höchstgeschwindigkeit | 2.338 km/h in 12.000 m Höhe |
| Gipfelhöhe            | 17.000 m |
| Reichweite            | 1.200 km |

## Bewaffnung
festinstallierte Bordkanonen
- 2 × 30-mm-Revolver-Maschinenkanone GIAT DEFA mit je 135 Schuss Munition

an sechs Unterflügelstationen und einer Unterrumpfstation für maximal 4.000 kg Kampfmittel
Luft-Luft-Bewaffnung
- 2 × Denel V3B „Kukri“
- 2 × Denel V3C „Darter“
- 2 × Denel V3C „U-Darter“
- 2 × Denel V4 „R-Darter“
- 2 × Denel V3S „Snake“ (Lizenzproduktion der Rafael „Python 3“)

Luft-Boden-Bewaffnung
- 12 × 12,5-kg-Übungsbomben
- 8 × 113-kg-Freifallbombe „Mark 81“
- 4 × 120-kg-Splitterbomben
- 4 × 145-kg-Freifallbomben, Reutech Defence Industries
- 4 × 241-kg-Freifallbomben „Mark 82“
- 4 × 250-kg-Freifallbomben, Armscor
- 2 × 447-kg-Freifallbomben „Mark 83“
- 2 × 500-kg-Freifallbomben, Armscor
- 4 × Streubombe CB-470
- 1 × 30-6-M2-Waffenträger mit 18 × Thomson-Brandt BAT-120 (34-kg-Splitterbombe)
- 1 × 30-6-M2-Waffenträger mit 18 × Thomson-Brandt BAP-100 (raketengetriebene 32,5-kg-Anti-Startbahn-Bombe)
- 2 × Lasergelenkte Bomben „745“, 250 kg
- 2 × Gleitbomben Raptor 1 (auch als „H-2“ bezeichnet, nur Cheetah D)

Zusatzbehälter
- 3 ×  1.700-Liter-Zusatztank (wulstiger Unterflügeltank/Unterrumpftank  für Kerosin)
- 2 ×  1.300-Liter-Zusatztank (schlanker Unterflügeltank für Kerosin, kann mit zwei Mk.81-Freifallbomben bestückt werden)
- 1 ×  Vinten Vicon 18 series 600 Aufklärungsbehälter
- 1 ×  „Taxan“-Zielschleppsackbehälter